# 克里斯蒂安·里维罗斯
基斯蒂安·米基爾·利華路斯·紐尼斯（西班牙語：Cristian Miguel Riveros Núñez，1982年10月16日—）是一名巴拉圭足球運動員，司職中場。

## 生平

### 球會
利華路斯在家鄉球隊薩爾迪瓦爾（Saldivar）出道，其後效力多支國內球隊，於2007年7月12日出國加盟墨西哥球會阿苏尔。
一向喜歡收購中、南美洲球員的英超球會新特蘭時任領隊布魯士，於2010年5月11日羅致利華路斯，簽約三年，轉會費沒有透露，與國家隊隊友保羅·達施華在光明球場重逢。
加盟首個球季僅獲派上陣14場及射入1球，為尋求更多上陣機會，於2011年7月6日獲外借到土超球會卡塞利体育（Kayserispor），為期一個球季。

### 國家隊
利華路斯代表巴拉圭國家隊出席2006年世界盃決賽週，並在首兩場分組賽對英格蘭及瑞典上陣，擔任左翼，惟球隊未能取得出線席位。他在2-3負於智利一仗取得首個國際賽入球。利華路斯亦有代表巴拉圭參賽2007年美洲國家盃，於半準決賽遭墨西哥大炒6-0出局。
利華路斯參與2010年世界盃外圍賽18場中的17場，射入3球協助巴拉圭順利出線2010年世界盃決賽週，並於2010年5月4日獲選入巴拉圭初選30人名單。

## 榮譽
利倍塔德
- 巴拉圭足球甲级联赛冠軍：2006年、2007年；

## 外部連結
- FIFA.com：Riveros hitting Paraguay heights （页面存档备份，存于）
- Diario ABC Color （页面存档备份，存于）